# Howard Carter
Howard Carter (ur. 9 maja 1874 w Brompton, Kensington, zm. 2 marca 1939 tamże) – brytyjski archeolog i egiptolog, uczestnik wielu ekspedycji archeologicznych w Egipcie, w latach 1899–1903 główny inspektor zabytków w Górnym Egipcie, od 1908 roku kierował wykopaliskami lorda Carnarvona, a w 1922 roku odkrył nienaruszony grobowiec Tutanchamona z bogatym wyposażeniem.

## Życiorys

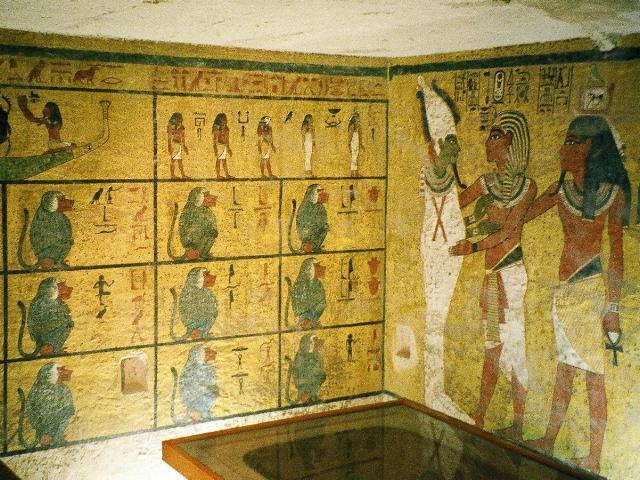
Grobowiec Tutanchamona (KV62)

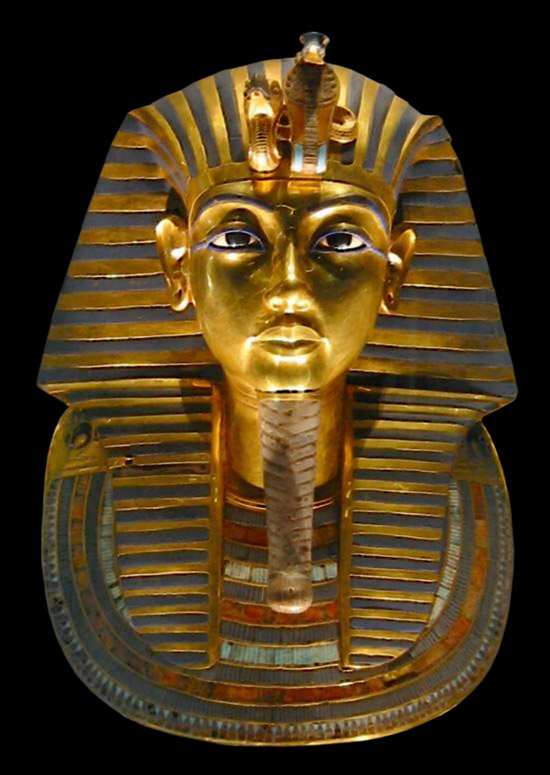
Złota maska Tutanchamona

Howard Carter urodził się 9 maja 1874 roku w Brompton w londyńskim Kensington. Był najmłodszym synem z jedenaściorga dzieci w rodzinie Samuela Johna Cartera (1835–1892), malarza i ilustratora, specjalizującego się w malowaniu wiejskich pejzaży i portretowaniu zwierząt domowych z okolicznych majątków ziemskich, oraz jego żony Marthy Joyce Sands. Będąc dzieckiem o wątłym zdrowiu, dzieciństwo spędził w Swaffham, niewielkiej wiosce w angielskim hrabstwie Norfolk, wychowywany przez dwie siostry ojca Fanny i Kate.
Z uwagi na zły stan zdrowia nie posłano go do szkoły publicznej, lecz najprawdopodobniej uzyskał podstawowe wykształcenie w zakresie czytania, pisania i matematyki w jednej z tzw. dame schools, prywatnych placówek prowadzonych przez kobiety. Carter nie odebrał formalnego wykształcenia przygotowującego do zawodu. O jego nikłej znajomości ortografii i interpunkcji świadczyły liczne błędy w późniejszych listach pisanych z wyprawy do Egiptu. Carter wykazywał jednak uzdolnienia plastyczne i zachęcany był do rysowania zwierząt.

### Pierwsza wyprawa do Egiptu
W wieku 17 lat, za wstawiennictwem lady Amherst of Hackney – żony barona Amherst of Hackney Williama Tyssena-Amhersta (1835–1909), został przyjęty do ekipy archeologicznej Percy’ego Edwarda Newberry’ego (1869–1949), który prowadził prace dokumentacyjne m.in. w Beni Hassan. W 1891 roku Carter wyjechał do Egiptu i rozpoczął pracę dla Egypt Exploration Fund. Wówczas pomagał Newberry’emu w sporządzaniu rysunków z Beni Hassan. W 1892 roku dołączył do Williama Flindersa Petriego (1853–1942).

### Prace w Górnym Egipcie
W latach 1893–1899 pracował w Deir el-Bahari, gdzie pod kierunkiem Szwajcara Edouarda Naville’a dokumentował dekoracje świątyni Hatszepsut, a jego rysunki uznawane są za jedne z najlepszych w swoim rodzaju. Podczas pracy Howardowi pomagał przez jeden sezon brat Vernet. Rysunki braci zostały opublikowane w latach 1895–1908 w sześciotomowym dziele Naville’a The Temple of Deir el Bahari.
W 1899 roku Carter został mianowany głównym inspektorem zabytków Górnego Egiptu Egyptian Antiquities Service (EAS) (ang. Antiquities Service Inspector General for Upper Egypt) i przez kolejne cztery lata pracował nad dokumentacją zabytków Górnego Egiptu, szczególnie Teb. Wówczas odkrył cenotaf Mentuhotepa II, grobowce Hatszepsut, Totmesa II i Totmesa IV, a także odgruzował grobowiec Merenptaha.
W 1904 roku został mianowany inspektorem Dolnego Egiptu. Jego kariera na tym stanowisku zakończyła się nagle w wyniku incydentu z udziałem francuskich turystów zwiedzających Sakkarę w 1905 roku. Następnie pracował jako rysownik i handlarz antykami.

### Praca dla lorda Carnarvona
W 1908 roku Carter został zaangażowany przez lorda Carnarvona, by prowadzić wykopaliska w zachodnich Tebach. Wówczas odkryto m.in. grób z okresu wczesnej XVIII dynastii oraz pozostałości świątyni Hatszepsut. W latach 1912–1913 prowadził prace na terenach starożytnego Ksois i Balamun. W 1914 roku Carter odkrył kolejny grób z okresu wczesnej XVIII dynastii, najprawdopodobniej królowej Ahmes-Nefertari.

#### Odkrycie grobowca Tutanchamona
Okres I wojny światowej Carter spędził w Egipcie. W 1916 roku odkrył grobowiec przeznaczony dla Hatszepsut a w 1917 roku rozpoczął wykopaliska w Dolinie Królów, które przez pięć lat nie przyniosły znaczących odkryć. Po zakończeniu sezonu 1921–1922 wykopaliska miały zostać zakończone z uwagi na brak sukcesu.
Na początku listopada 1922 roku postanowiono usunąć pozostałości baraków dla robotników zatrudnionych przy wznoszeniu starożytnych grobowców i rozpocząć prace wykopaliskowe. 4 listopada Carter odkrył stopień, a dzień później odkopano całe schody prowadzące w głąb ziemi i odsłonięto część drzwi. Carnarvona nie było w tym czasie w Egipcie i Carter wstrzymał się z dalszymi pracami do przyjazdu partnera. Wspólnie wznowili prace 24 listopada – przez kilka pierwszych dni udrażniali korytarz, który był za pierwszymi drzwiami, by dotrzeć do kolejnych zapieczętowanych drzwi. Drugie drzwi otwarto w dniu 26 listopada – za nimi znajdowały się dwie komory z bogatym wyposażeniem, lecz nie znaleziono sarkofagu. Zauważono jednak trzecie zamurowane drzwi, których postanowiono nie otwierać ze względu na konieczność przygotowania się do zabezpieczenia dotychczasowych i przyszłych znalezisk (urządzenia laboratorium i magazynów). Prace wznowiono 16 grudnia 1922 roku – zbadano wyposażenie obu komór, znaleziska zewidencjonowano i przeniesiono do magazynów na powierzchni.

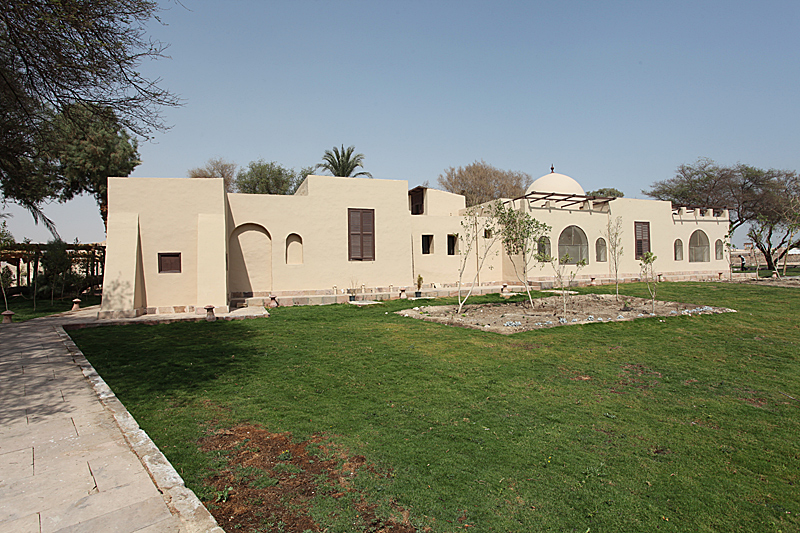
Dom Howarda Cartera w Luksorze w 2010 roku

16 lutego 1923 roku otwarto komorę grobową ze skrzynią grobową zbudowaną ze złotej blachy oraz kolejną komorę wypełnioną artefaktami. Badania komory grobowej zostały spowolnione z powodu śmierci Carnarvona (6 kwietnia 1923) i związanych z tym problemów prawnych z koncesją na dalsze badania. Otwarcia sarkofagu dokonano dopiero 13 października 1925 roku, a 28 października po otwarciu trzeciej trumny znaleziono mumię faraona Tutanchamona. Grobowiec okazał się być w stanie nienaruszonym. Znaleziska z grobowca znajdują się w Muzeum Egipskim w Kairze.
Swoje odkrycie i prace w grobowcu Tutanchamona Carter opisał w trzytomowym dziele The Tomb of Tut-ank-Amen.

### Dalsze życie i śmierć

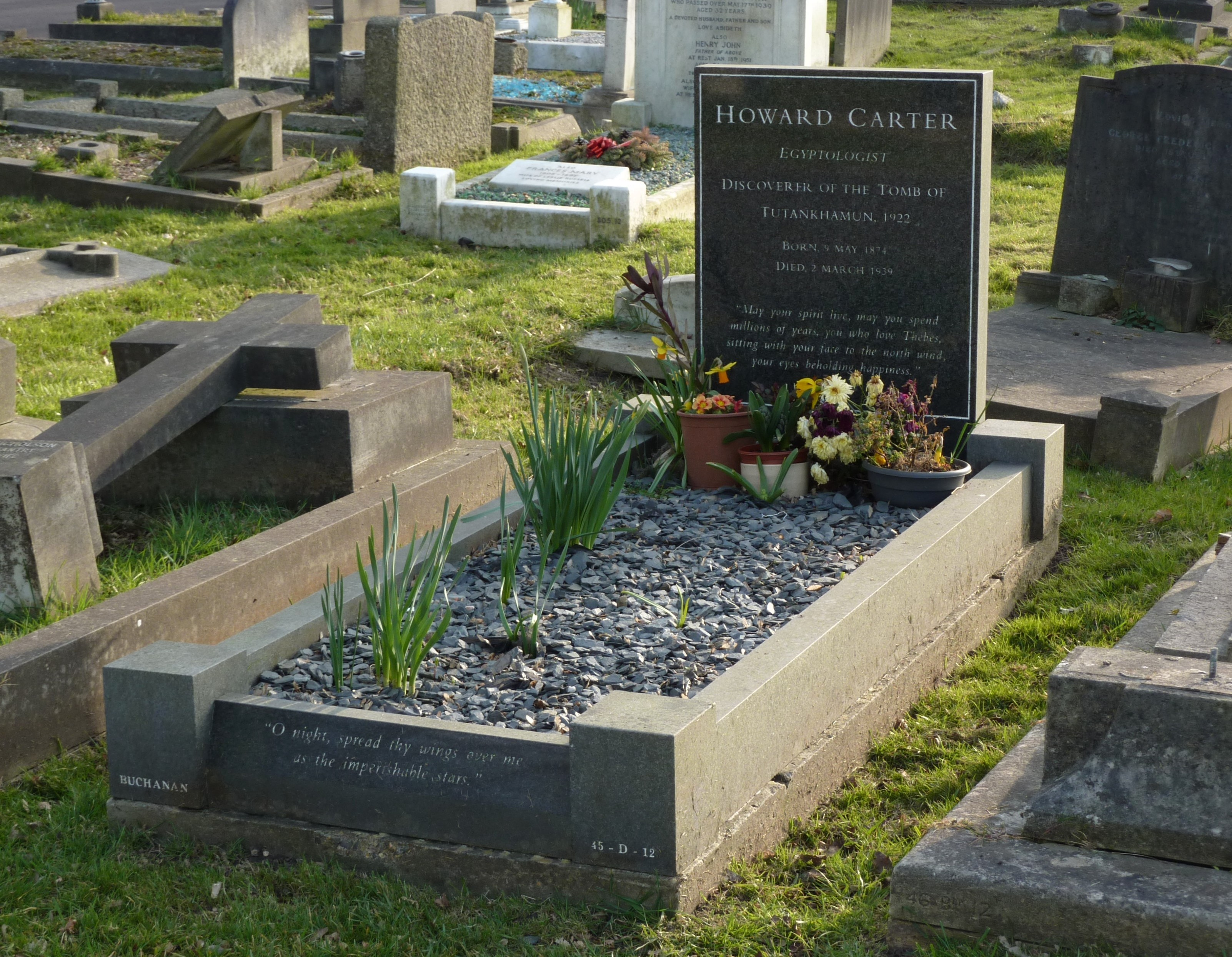
Grób Howarda Cartera

Po zakończeniu oczyszczania grobowca Tutanchamona w 1932 roku Howard Carter wycofał się z prac wykopaliskowych. Aż do śmierci dzielił swoją egzystencję między dom w Luksorze (w okresie zimowym) a mieszkanie w Londynie. Gdy zainteresowanie Tutanchamonem spadło, wiódł dość odizolowane życie z kilkoma bliskimi przyjaciółmi.
Carter zmarł 2 marca 1939 roku w londyńskim Kensington w wieku 64 lat z powodu chłoniaka Hodgkina. Został pochowany na cmentarzu Putney Vale Cemetery w wielkolondyńskiej gminie Wandsworth.